# Ирбизино
Ирбизино — село в Карасукском районе Новосибирской области. Административный центр Ирбизинского сельсовета.

## География
Площадь села — 144 гектара

## Население
| 2002 | 2007 | 2010 |
| ---- | ---- | ---- |
| 739  | ↘648 | ↘647 |

## История
Основано в 1885 году. В 1928 г. село Ирбизино состояло из 327 хозяйств, основное население — украинцы. Центр Ирбизинского сельсовета Черно-Курьинского района Славгородского округа Сибирского края.

## Инфраструктура
В селе по данным на 2007 год функционируют 1 учреждение здравоохранения, 2 образовательных учреждения.